# Stipagrostis amabilis
Stipagrostis amabilis là một loài thực vật có hoa trong họ Hòa thảo. Loài này được (Schweick.) De Winter miêu tả khoa học đầu tiên năm 1963.